# Sheila Chepkirui
Pour les articles homonymes, voir Chepkirui.
Sheila Chepkirui Kiprotich (née le 27 décembre 1990) est une athlète kényane, spécialiste des courses de fond, détentrice en 2020 du record du monde du 10 km sur route. Passant de la piste à la route, elle remporte le marathon de New York en 2024.

## Biographie
Elle remporte la médaille d'or du 5 000 m lors des Championnats d'Afrique 2016, à Durban, dans le temps de 15 min 5 s 45.
Le 7 septembre 2019, elle remporte le Grand Prix de Prague en 29 min 57 s et devient la deuxième femme à courir sous les 30 minutes. Le 12 janvier 2020, elle bat le record du monde féminin du 10 km sur route à Valence en Espagne, avec un temps de 29:42. Après ses résultats en fond sur piste, elle remporte en 2024 le marathon de New York en 2 h 24 min 34 s. C'est sa première victoire dans un marathon majeur ; elle a placé une forte accélération dans Central Park pour devancer deux autres kényanes, Hellen Obiri, tenante du titre, qui prend la deuxième place, ainsi que Vivian Cheruiyot, quadruple championne du monde.

## Palmarès
| Date | Compétition                     | Lieu       | Résultat | Épreuve           | Temps            |
| ---- | ------------------------------- | ---------- | -------- | ----------------- | ---------------- |
| 2005 | Championnats du monde jeunesse  | Marrakech  | 1re      | 1 500 m           | 4 min 12 s 29    |
| 2007 | Championnats du monde jeunesse  | Ostrava    | 3e       | 1 500 m           | 4 min 19 s 26    |
| 2016 | Championnats d'Afrique de cross | Yaoundé    | 2e       | Individuel        |                  |
| 2016 | Championnats d'Afrique de cross | Yaoundé    | 1re      | Par équipes       |                  |
| 2016 | Championnats d'Afrique          | Durban     | 1re      | 5 000 m           | 15 min 5 s 45    |
| 2017 | Championnats du monde           | Londres    | 7e       | 5 000 m           | 14 min 54 s 5    |
| 2019 | Grand Prix de Prague            | Prague     | 1re      | 10 kilomètres     | 29 min 57 s      |
| 2020 | 10 kilomètres de Valence        | Valence    | 1re      | 10 kilomètres     | 29 min 42 s (PB) |
| 2022 | Jeux du Commonwealth            | Birmingham | 3e       | 10 000 m          | 31 min 9 s 46    |
| 2024 | marathon                        | New York   | 1re      | 42,195 kilomètres | 2 h 24 min 34 s  |

## Records
| Épreuve       | Performance   | Lieu    | Date            |
| ------------- | ------------- | ------- | --------------- |
| 5 000 mètres  | 14 min 54 s 5 | Londres | 13 août 2017    |
| 10 kilomètres | 29 min 42 s   | Valence | 12 janvier 2020 |